# Eleocharis bonariensis
Eleocharis bonariensis es una especie de plantas herbáceas de la familia de las ciperáceas. Es originaria de Sudamérica. 

## Descripción

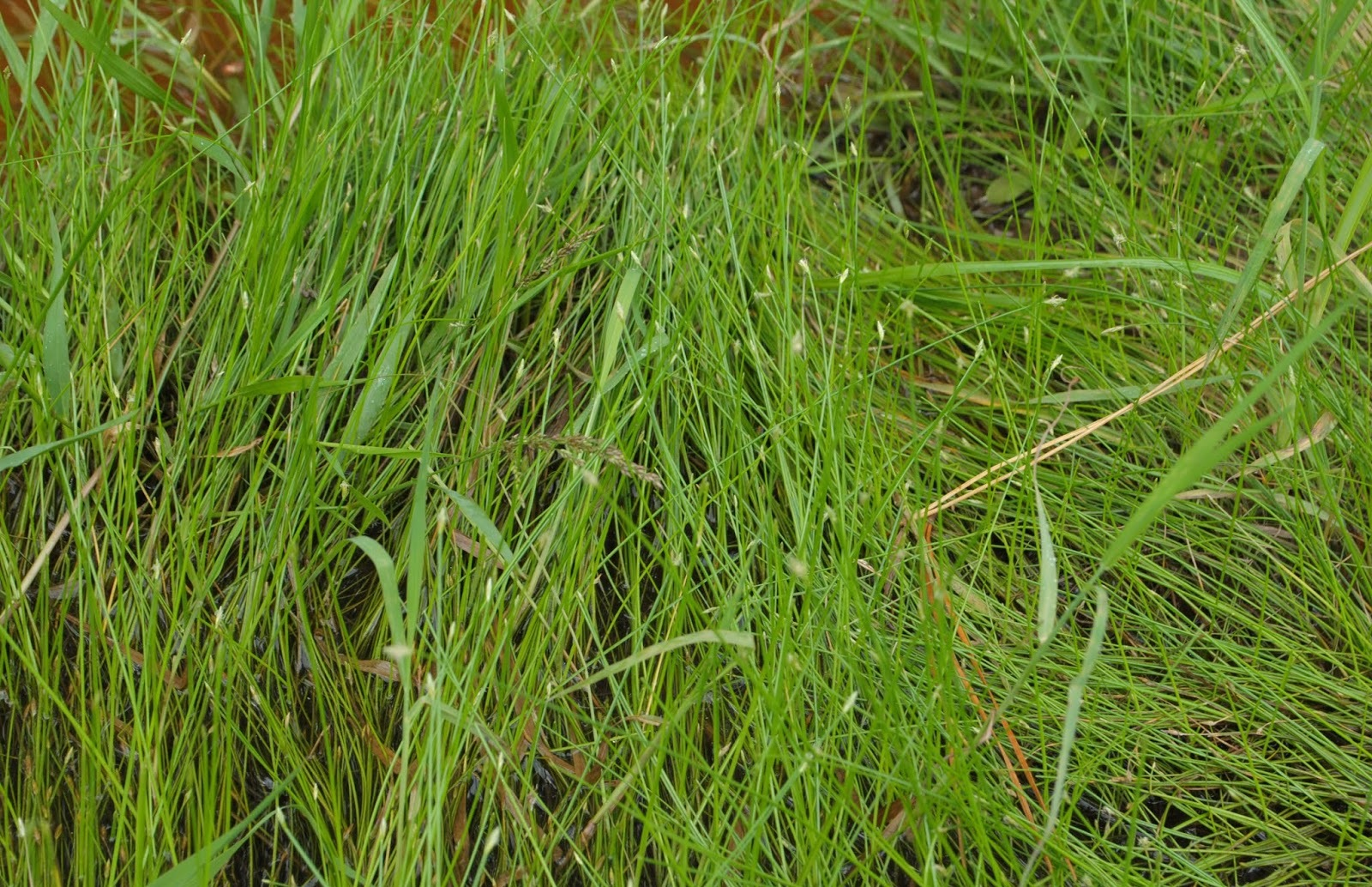
Eleocharis bonariensis. Foto tomada en pradera inundable al margen de la Cañada de las Pajas en Palmar,departamento de Soriano

Es una planta perenne; que forma matas ± densas; rizoma de entrenudos ± cortos, de (0,7) 1-2(2,5) mm de diámetro; raíces robustas, de (0,2)0,5-0,7 mm de diámetro. Tallos de (8)15-40(57) cm × 0,5-0,7(1,2) mm, rectos o ligeramente curvados, angulosos, estriados o surcados cuando secos. Vainas herbáceas, verdes, frecuentemente teñidas de rojo purpúreo hacia la base; la superior de los tallos maduros a veces algo escariosa, con la parte terminal cilíndrica, nunca inflada, cerrada o levemente emarginada, oblicuamente truncada, con el ápice de subagudo a obtuso, a veces punteado de obscuro. Espiguilla (3)5-7(13) mm, de contorno lanceolado a ovado-lanceolado, con (5)16-35(42) flores. Glumas (1,5)2-2,5(3) mm, en disposición helicoidal, ovadas, de obtusas a redondeadas, verdes en el centro y pardo-rojizas en los lados, con márgenes escariosos generalmente anchos; la inferior, fértil, de longitud algo menor que las demás, envuelve la espiguilla en su base y tiene una ancha quilla central verdosa, plurinervia y de textura herbácea, con márgenes escariosos rara vez teñidos de pardo-rojizo en los lados. Estambres 3; anteras 1-1,5 mm, amarillas o anaranjadas, apiculadas. Estilo 1-2 mm, con 3 estigmas, rojizo, prontamente caedizo. Aquenios 0,75-1 × 0,5 mm, de contorno estrechamente obovado, de sección casi circular, surcados por numerosas costillas longitudinales paralelas y por estrías transversales, blanquecinos; estilopodio 0,2-0,5 mm de anchura, cónico, a veces con forma de corona, estrangulado en la base, más obscuro que el aquenio; cerdas periánticas (0)3, retrorso-escábridas, blancas.

## Distribución y hábitat
Se encuentra en las orillas de embalses, cursos fluviales y otras zonas encharcadas, preferentemente sobre substrato ácido; a una altitud de 0-900 metros en Sudamérica, naturalizada en el S de Francia y la península ibérica, donde aparece de forma dispersa.

## Taxonomía
Eleocharis bonariensis fue descrita por Christian Gottfried Daniel Nees von Esenbeck y publicado en Journal of Botany, being a second series of the Botanical Miscellany 2: 398. 1840.
Etimología
Eleocharis: nombre genérico compuesto que deriva del griego antiguo: heleios = "que habita en un pantano" y charis = "la gracia".
bonariensis: epíteto geográfico que alude a su localización en Buenos Aires.
Sinonimia
- Chaetocyperus bonariensis (Nees) Nees
- Chaetocyperus bonariensis var. fluitans Nees
- Chaetocyperus obtusatus Nees
- Eleocharis aciculariformis Greenm.
- Eleocharis acicularis subsp. bonariensis (Nees) Osten
- Eleocharis acicularis f. filiformis Osten
- Eleocharis acicularis var. lilliputiana Speg.
- Eleocharis amphibia Durand
- Eleocharis amphibia f. submersa Glück
- Eleocharis oxyoneura Durand
- Eleocharis striatula É.Desv.
- Scirpus amphibius (Durand) Bonnier
- Scirpus bonariensis (Nees) Kuntze
- Scirpus striatulus (É.Desv.) Griseb.[4]